# Туфаниј (Валча)
Туфаниј (рум. Tufanii) насеље је у Румунији у округу Валча у општини Николаје Балческу. Oпштина се налази на надморској висини од 489 m.

## Становништво
Према подацима из 2002. године у насељу је живело 36 становника, од којих су сви румунске националности.